# Lethrus spinimanus
Lethrus spinimanus là một loài bọ cánh cứng trong họ Geotrupidae. Loài này được Jakovlev miêu tả khoa học năm 1892.